# جیمز هانت (قایقران قایق بادبانی)
جیمز هانت (انگلیسی: James Hunt؛ زادهٔ ۲۵ ژوئیه ۱۹۳۶) قایقران بادبانی اهل ایالات متحده آمریکا بود.
وی در مسابقات کشوری و بین‌المللی در مجموع برندهٔ ۱ مدال طلا شده‌است.